# Rose Kabuye
Rose Kabuye (nascuda Rose Kanyange el 22 d'abril de 1961 a Muvumba, Ruanda) és una tinent coronel retirada de les Forces Ruandeses de Defensa, i segueix sent la dona de més rang en servei a les forces armades del seu país. Actualment treballa en el sector privat com a consellera delegada de Virunga Logistics i Startech Limited, però és més coneguda pel seu treball com a lluitadora per la llibertat de Ruanda des de 1990 fins a 1993. Posteriorment es va convertir en alcaldessa de Kigali, cap de protocol estatal de Ruanda i membre del parlament de Ruanda. A causa de la seva participació en la lluita d'alliberament, va rebre la Medalla d'Alliberament Nacional de Ruanda i la Medalla contra la Medalla de Genocidi. Ella servia com a cap de protocol del president de Ruanda Paul Kagame en novembre de 2008 quan va ser arrestada a Frankfurt, Alemanya sota càrrecs que van ser sobreseguts el març de 2009.

## Guerrillera del FPR
Criada i educada a Uganda Rose Kabuye va començar la seva formació militar el 1986 després de la graduació a la Universitat Makerere amb una llicenciatura en Ciències Polítiques i Administració Social. Es va unir al Front Patriòtic Ruandès (RPF), a principis dels vuitanta. Amb el rang de major, va participar en la invasió del Nord de Ruanda des d'Uganda. El 1993 es va convertir en la directora de Benestar del FPR i es va encarregar de cuidar a les víctimes malaltes i discapacitades de la guerra. Es va convertir en líder de les dones combatives del FPR i va organitzar reunions periòdiques per implicar-les com a grup i proporcionar un suport psicològic vital. Les seves habilitats com a negociadora van començar a sorgir durant la seva participació en 1992 entre les negociacions de pau entre el FPR i l'ex govern de Ruanda.

## Alcaldessa de Kigali
En 1994, immediatament després de la guerra, Rose Kabuye va ser nomenada alcaldessa de la capital Kigali on va estar íntimament implicada en activitats humanitàries, així com en la rehabilitació de la infraestructura vital, inclosa l'aigua i l'electricitat. Com a alcaldessa fins 1998, es va centrar a resoldre problemes d'habitatge a la seva ciutat construint refugis temporals per als pobres i supervivents del genocidi ruandès. Se li atribueix la reorganització i rehabilitació de les activitats comercials de Kigali durant el seu mandat. Va establir la Loteria Kigali i va dirigir els ingressos per pagar l'educació de 100 orfes del genocidi.

## Membre del Parlament i paladí de les Dones
El 1998, Rose Kabuye es va convertir en diputada del Parlament de Ruanda on va ser cap del Comitè de Defensa i Seguretat. Com a membre del Fòrum Parlamentari de la Dona, va participar en la mobilització de dones a nivell de base i va treballar per abolir una sèrie de lleis que discriminaven a les dones. Va ser advocada per a la formació de dones capdavanteres i l'elevació de dones en més àrees de decisió del govern de Ruanda. Ruanda ara té el major percentatge de dones al Parlament de qualsevol nació parlamentària del món. Mentre era diputada, Rose Kabuye va participar en la redacció de la nova constitució ruandesa i la seva difusió a la població per a la seva contribució i adopció.

## Cap del Protocol d'Estat sota el President Kagame
El 2003, Rose Kabuye va començar un mandat de set anys com a Cap de Protocol de l'Estat sota el president de Ruanda, Paul Kagame. En aquest paper, va informar als líders governamentals de Ruanda a qüestions de protocol nacional i internacional; acompanyava el president en tots els viatges oficials; i va planificar i va acollir nombrosos esdeveniments de caràcter cerimonial per als caps d'estat visitants i altres dignataris visitants. Va planificar i coordinar, entre altres esdeveniments importants, la Nova Aliança per al Desenvolupament d'Àfrica (2000) i COMESA. També va coordinar visites estatals a Ruanda, incloses les del president dels EUA George W. Bush i el president francès Nicolas Sarkozy. Va acompanyar al president Kagame en les seves visites a l'Assemblea General de les Nacions Unides a Nova York.

## Altres funcions de lideratge voluntari
Rose Kabuye va servir en el Comitè de la SIDA de Ciutat de Kigali, que va llançar programes per educar els ruandesos sobre el VIH/SIDA i com evitar la seva propagació. Va servir a la Junta de Ndabaga, una ONG per a dones desmobilitzades. És membre executiu del Fòrum per a Dones Educacionalistes Africanes (FAWE) i membre principal de Women Waging Peace.

## Controvèrsia sobre l'accident d'avió de 1994
El 1994 l'avió que duia el president de Ruanda (Juvenal Habyarimana) i el President de Burundi (Cyprien Ntaryamira) fou derrocat vora l'aeroport de Kigali, i hi moriren ambdós líders. Aquest esdeveniment va ser el catalitzador del genocidi ruandès planificat amb anterioritat en el qual, al llarg de 100 dies, va matar entre 800.000 i un milió de persones.
El novembre de 2006 el jutge francès Jean-Louis Bruguière va emetre una ordre de detenció per a nou persones, entre elles Rose Kabuye, que presumptament havia participat en l'atac. El 9 de novembre de 2008, va ser arrestada a Alemanya mentre viatja per negocis. Després de l'arrest, el president de Ruanda, Kagame, va expulsar l'ambaixador alemany i va ordenar al seu enviat a Berlín que tornés a Kigali "per a consultes". Els manifestants van presentar protestes davant l'ambaixada alemanya a Kigali portant cartells on deix: "Avergonyeix-te, Alemanya! Setanta anys després de l'Holocaust, arrestes una dona que va aturar el genocidi".
Els càrrecs contra Rose Kabuye van ser sobreseguts el març de 2009.